# Битва за лес (Коты-Воители)
«Битва за лес» — фэнтезийный роман, шестая и финальная книга первого цикла котов-воителей, изданная в октябре 2004 года. История рассказывает о событиях сразу после книги «Опасная тропа» и ведёт к финальной битве за лес.

## Аннотация
Став предводителем Грозового племени, Огнезвёзд отправляется к святилищу в Высоких Скалах за даром девяти жизней. Во время таинства он видит страшное предзнаменование и получает пророчество о приближении кровавых времён.

## Сюжет
Грозовое племя прощается с Синей Звездой, и Огнегрив отправляется к Лунному Камню за даром девяти жизней и звёздным именем. Церемония совершается, и кот получает имя Огнезвёзд, но в конце посвящения за спиной Огнезвёзда появляется груда кошачьих костей, и голос Синей Звезды возвещает пророчество: «Четыре станут двумя. Лев и тигр сойдутся в битве, и кровь будет править лесом».
Вернувшись в лагерь, новоиспечённый предводитель назначает глашатая: им становится Буран. Частокол ведет куда-то маленькую Медянку, но та неожиданно падает на землю, и у неё в пасти находят полуразжеванные смерть-ягоды. Крутобок уверен, что это Частокол дал их ей, но пока кошечка лежит при смерти, никто не может подтвердить или опровергнуть слова серого воина. Огнезвёзд велит Бурому присматривать за Частоколом. Потом он посвящает Царапку в воины и нарекает его Терновником. На том же самом собрании он меняет имя Безликой и называет её Яроликой. После церемонии Медянка приходит в себя и подтверждает обвинения Крутобока. Огнезвёзд изгоняет Частокола из племени.
На границе Огнезвёзд встречает Невидимку и узнает от неё, что Звездоцап чересчур часто наведывается в гости к Пятнистой Звезде и два воина племени Теней постоянно живут в Речном лагере. На Совете Огнезвёзд планирует рассказать другим племенам о предательстве Звездоцапа, но всё складывается иначе: Звездоцап и Пятнистая Звезда приходят на Совет вместе, и Звездоцап объявляет об объединении своего и её племени в одно — Тигриное. Он предлагает Звёздному Лучу и Огнезвёзду примкнуть к ним, но те отказываются. Огнезвёзд хочет раскрыть тайну своего врага, но раскат грома заглушает его слова, и коты, приняв это за знак Звёздного племени, оканчивают Совет. Грозовой предводитель с ужасом вспоминает о пророчестве. Позже он видит в отражении воды львиную голову вместо своей и думает, не станет ли он во главе Львиного племени, которое должно будет бросить вызов Тигриному.
В Грозовое племя приходит Горелый. Вместе с ним и Крутобоком Огнезвёзд пробирается на территорию Речного племени за детьми Крутобока, которые находятся в опасности в племени Звездоцапа. Они находят лагерь Тигриного племени, в середине которого возвышается огромная гора из костей, на вершине которой лежит Звездоцап. Прячась в камышах, трое друзей становятся свидетелями убийства Камня Чернопятом. В вину серому воину ставится нечистокровное происхождение. Невидимка и дети Крутобока остаются пленниками, и у Горелого появляется идея, как одурачить их сторожа. Поскольку кот племени Теней не знает всех Речных котов, Горелый представляется одним из них и сообщает, что Звездоцап велел сменить его на посту. Тот верит и уходит. Пленники сбегают в лагерь Грозового племени. Невидимка оплакивает Камня.
Вернувшись в лагерь, Огнезвёзд узнаёт, что Рыжинка пропала. Поиски ни к чему не приводят. Немного позже Тигриное племя нападает на племя Ветра. Грозовое бросается на помощь, но слишком поздно. Звездоцап уходит, жестоко изранив воинов Ветра и убив оруженосца Колючку всем в назидание. Тигриный предводитель назначает на следующий день своим врагам встречу у Четырёх Деревьев.
Готовые к решающей битве, оба племени приходят туда в назначенное время. Выясняется, что Рыжинка перешла в племя отца, не вытерпев сомнений своих бывших соплеменников в её верности. Ежевичка отказывается примкнуть к отцу. Когда Грозовое племя и племя Ветра подтверждают свой отказ вступать в Тигриное племя, Звездоцап знакомит их со своим союзником — Кровавым племенем, пришедшим из города Двуногих. Огнезвёзд рассказывает Кровавому предводителю Бичу и всем племенам о предательстве Звездоцапа. Тигриный предводитель злится, что Бич не торопится начинать сражение, и бросается на него, но Бич одним ударом распарывает ему живот своими когтями, удлинёнными собачьими клыками. Звездоцап теряет все свои жизни одну за другой. Кровавый предводитель даёт Огнезвёзду три дня на размышления: либо племена освобождают свои земли для его котов, либо умирают от лап его воинов.
К Львиному племени примыкают Ячмень и Горелый, при этом Ячмень оказывается бывшим котом Кровавого племени, сбежавшим после жестокого нападения его братьями на сестру Фиалку. Ячмень раскрывает Огнезвёзду слабое место Бича: он не верит в Звёздное племя. Огнезвёзд не понял намёка на 9 жизней предводителя. Пятнистая Звезда раскаивается в объединении со Звездоцапом, и Огнезвёзд уговаривает её присоединиться к его Львиному племени и принять бой с Кровавым племенем. Племя Теней, теперь возглавляемое Чернозвёздом, бывшим Чернопятом, тоже соглашается на предложение Грозового предводителя.
На утро четвёртого дня племена приходят на битву к Четырём Деревьям. Начинается страшный бой. Во время него вдруг появляется Частокол и нападает на Огнезвёзда, но Крутобок убивает бывшего соплеменника. В битве погибает Буран, однако перед смертью он просит Огнезвёзда назначить новым глашатаем Крутобока, что предводитель и делает прямо в гуще сражения. Затем Огнезвёзд разыскивает Бича и сцепляется с ним в схватке. Бич убивает рыжего кота, и тот теряет одну жизнь. Тогда Огнезвёзд понимает, что из-за неверия Бича в Звёздное племя у него только одна жизнь. Львиный предводитель воскресает и убивает Бича. Остатки воинов Кровавого племени, напуганные смертью вожака, разбегаются.

## Создание
Отвечая на вопросы поклонников серии, писательница Черит Болдри рассказала, что изначально место действия книг основывалось на лесе Нью-Форест, расположенном на юге Англии, но по мере разработки сюжета оно преобразилось, став чисто фантастическим.
Травы и основанные на них лекарственные средства авторы позаимствовали из текстов английского ботаника и фармацевта XVII века Николаса Калпепера.

## История публикации
Книга была впервые выпущена в США 5 октября 2004 года в твёрдом переплёте. Позднее она была сдана в аренду в мягкой обложке 4 октября 2005 года, а позже — как электронная книга 4 сентября 2007 года. Книга также была опубликована на немецком, китайском, японском, французском, русском и корейском.

## Критика
В своём обзоре на сайте BookLoons Хилари Уильямсон назвала книгу на тот момент лучшей в серии, отметив, что в ней подчёркивается «важность причастности и единения». Рецензент издания Американской библиотечной ассоциации Booklist отметил, что книга держит читателя в напряжении, а журнал Children’s Literature отнёс успех книги на счёт живости действия и несколько необычных фэнтезийных элементов.